# Christinna Pedersen
Christinna Pedersen (Aalborg, 12 mei 1986) is een Deens badmintonspeelster. Zij speelt dames en gemengd dubbelspel.

## Carrière
Christinna Pedersen speelt gemengd dubbel met Joachim Fischer Nielsen. In het vrouwendubbelspel speelt ze samen met Kamilla Rytter Juhl.

### Europees Kampioenschap
Op het EK 2012 dat doorging in Karlskrona haalde Pedersen goud in dames dubbel met Rytter Juhl. Bij het Europese kampioenschappen badminton 2014 in Kazan haalde ze goud met Pedersen en goud in gemengd dubbel met haar mannelijke badmintonpartner Fischer Nielsen. Op het Europese kampioenschappen badminton 2016 in La Roche-sur-Yon werd ze een derde opeenvolgende maal Europees kampioen met Rytter Juhl in dames dubbel en een tweede maal goud in gemengd dubbel, terug met Fischer Nielsen. Zo is ze regerend Europees kampioene in dames dubbel (sinds 2012) en gemengd dubbel (sinds 2014).
Een andere competitie van landenteams in de verschillende onderdelen is het Europees kampioenschap badminton voor gemengde teams.
Pedersen maakte deel uit van het goud winnende Deens landenteam sinds het eerste aparte toernooi op het Europees kampioenschap badminton voor gemengde teams 2009 in Liverpool. Winst die het team in 2011 herhaalde in Amsterdam. In 2013 verloren ze in de finale tegen het Duits badmintonteam en verlieten ze Ramenskoje met zilver. Het Europees kampioenschap badminton voor gemengde teams 2015 in Leuven bood de kans op revanche en Denemarken haalde terug het goud. Van 2009 tot heden was Pedersen actief in elk kampioenschap voor het Deens badmintonteam.

### BWF Super Series
In de BWF Super Series 2009 speelt ze gemengd dubbel met Fischer Nielsen en hierin winst in het toernooi in Denemarken en de Masters Finales, hiermee wordt ze derde in de eindscore. In 2011 wordt ze negende met haar vrouwelijke dubbelpartner Rytter Juhl. In 2012 worden ze samen achtste, en winnen ze ook het toernooi van Maleisië. In het gemengd wordt ze dat jaar zesde met Fischer Nielsen en wint ze de Masters Finale. De BWF Super Series 2013 levert nog eens winst in de Masters Finales vrouwen dubbel en wordt ze derde in de eindscore dames dubbel, en in gemengd dubbel het toernooi van Maleisië en ook de Masters Finale en vierde in de eindscore. In 2014 werd ze vierde met Rytter Juhl.

## Medailles en resultaten op Olympische Spelen en de wereldkampioenschappen
| Logo van de Olympische Spelen | Onderdeel                                        | Resultaat    |
| ----------------------------- | ------------------------------------------------ | ------------ |
| 2012                          | Vrouwen dubbelspel (met Kamilla Rytter Juhl)     | kwartfinale  |
| 2012                          | Gemengd dubbelspel (met Joachim Fischer Nielsen) | Brons        |
| 2016                          | Vrouwen dubbelspel (met Kamilla Rytter Juhl)     | Zilver       |
| WK                            | Onderdeel                                        | Resultaat    |
| 2009 New Delhi                | Gemengd dubbelspel (met Joachim Fischer Nielsen) | Brons        |
| 2010 Parijs                   | Gemengd dubbelspel (met Joachim Fischer Nielsen) | derde ronde  |
| 2011 Londen                   | Gemengd dubbelspel (met Joachim Fischer Nielsen) | kwart finale |
| 2011 Londen                   | Vrouwen dubbelspel (met Kamilla Rytter Juhl)     | derde ronde  |
| 2013 Kanton                   | Gemengd dubbelspel (met Joachim Fischer Nielsen) | derde ronde  |
| 2013 Kanton                   | Vrouwen dubbelspel (met Kamilla Rytter Juhl)     | Brons        |
| 2014 Kopenhagen               | Vrouwen dubbelspel (met Kamilla Rytter Juhl)     | derde ronde  |
| 2014 Kopenhagen               | Gemengd dubbelspel (met Joachim Fischer Nielsen) | Brons        |
| 2015 Jakarta                  | Vrouwen dubbelspel (met Kamilla Rytter Juhl)     | Zilver       |
| 2015 Jakarta                  | Gemengd dubbelspel (met Joachim Fischer Nielsen) | derde ronde  |